# Chute de Chihuahua (1865)
Expédition du Mexique
Batailles
- Fortín
- Las Cumbres
- 1er Puebla
- Barranca Seca
- Cerro del Borrego
- Tampico
- 2e Puebla
- Atlixco
- San Pablo del Monte
- San Lorenzo
- Totoapan
- Morelia
- Campeche
- Veranos
- Tacámbaro
- La Loma
- Parral
- Chihuahua
- Álamos
- Ixmiquilpan
- Bagdad
- Camargo
- Miahuatlán
- Carbonera
- Guayabo
- Villa de Álvarez
- San Jacinto
- Querétaro

La chute de Chihuahua a lieu le 15 août 1865 dans la ville du même nom, capitale de l'État de Chihuahua, au Mexique. Elle oppose des éléments de l'armée mexicaine de la république, sous le commandement du général Agustín Villagrán et des troupes françaises au service du Second Empire mexicain commandées par le général Auguste Henri Brincourt, pendant la seconde intervention française au Mexique. Les troupes françaises réussissent aisément à s'emparer de la ville de Chihuahua.

## Contexte
Au printemps 1865, le général François Achille Bazaine décide de relancer Benito Juárez jusque dans l'État de Chihuahua. Depuis l'insuccès de la campagne du général Miguel Negrete, le commandement des troupes libérales du nord était partagé entre Ruiz, Aguirre, Villagrán, Ojinaga et Carbajal. Ces derniers rallient les soldats dispersés, rassemblent le matériel, effectuent des levées d'hommes et d'argent pour s'efforcer de reconstituer une nouvelle armée.
Dès le mois de mai, avant même la dispersion du corps d'armée de Negrete, Bazaine prescrit au général Brincourt de marcher sur Chihuahua et de pousser cette opération avec assez de vigueur afin que Juárez ait quitté le territoire du Mexique avant octobre, époque de la réunion du Congrès des États-Unis. Bazaine espérait que la mort de Lincoln inciterait le nouveau cabinet de Washington à reconnaître l'empire mexicain. 

## Prise de la ville
Conformément aux ordres de Bazaine, Brincourt quitte Parral et se met en route malgré la saison des pluies qui engendre parfois des inondations dangereuses. Il emprunte le chemin le plus court en passant par Rio Florido qui constitue une bonne position militaire à 75 lieues de Chihuahua. Brincourt a sous ses ordres trois bataillons, deux escadrons de chasseurs d'Afrique et quatre sections d'artillerie totalisant 2 500 hommes.
Le général Brincourt est arrêté durant huit jours à Las Garzas par le Rio de Conchos, dont le passage offre des difficultés immenses. Le 9 août, une avant-garde de Brincourt parvient à Rosales que Juárez a quitté quatre jours auparavant. Les soldats de l'avant-garde s'emparent de matériel abandonné par l'ennemi. Ayant assuré ses communications par des postes au Rio Florido, à Allende, à Parral, à Santa Rosalia et à Santa Cruz de Rosales, il entre enfin, avec une colonne légère, dans la ville de Chihuahua le 15 août. Il s'occupe aussitôt de rétablir les autorités municipales et de réorganiser l'administration et désigne Félix María Zuloaga comme préfet.

## Résultats
Conformément aux ordres de Bazaine, Brincourt demeure à Chihuahua jusqu'au 29 octobre 1865. Le gouvernement républicain mexicain réinvestit ensuite de nouveau la ville.